# Минин, Михаил Петрович
Михаи́л Петро́вич Ми́нин (29 июля 1922 — 10 января 2008) — участник Великой Отечественной войны, Почётный гражданин Пскова. 30 апреля 1945 года в 22 часа 40 минут в составе штурмовой группы под командованием капитана В. Н. Макова одним из первых водрузил Красное Знамя над зданием рейхстага в Берлине.

## Биография
М. П. Минин родился в деревне Ванино (ныне в Палкинском районе Псковской области). К началу Великой Отечественной войны проживал в Московском районе Ленинграда; 4 июля 1941 года ушёл в ополчение. Воевал на Ленинградском фронте, участвовал в прорыве блокады Ленинграда. После ранения был госпитализирован, затем служил в артиллерийских войсках разведчиком. Его боевой путь пролёг до Берлина, где он воевал в разведдивизионе 136-й армейской пушечной артиллерийской бригады 79-го стрелкового корпуса 3-й ударной армии в звании сержанта.
27 апреля 1945 года в составе корпуса были сформированы штурмовые группы добровольцев для захвата рейхстага и установления Красного Знамени. Одну из них в составе 25 человек возглавлял капитан В. Н. Маков. Группа действовала совместно с батальоном капитана С. А. Неустроева. К вечеру 28 апреля войска переправились через Шпрее со стороны района Моабит по мосту Мольтке (ныне — Вилли-Брандт-штрассе) и вышли с северо-западной стороны к рейхстагу.
Вечером 30 апреля М. П. Минин вместе со старшими сержантами Г. К. Загитовым, А. Ф. Лисименко, сержантом А. П. Бобровым из группы В. Н. Макова ворвались в здание рейхстага. Не замеченные противником, они нашли запертую дверь и выбили её бревном. Поднявшись на чердак, через слуховое окно пробрались на крышу над западным (парадным) фронтоном здания. Они установили знамя в отверстие короны скульптуры Богини Победы.
М. П. Минин вспоминал:
Впереди бежал Гия Загитов, который предусмотрительно захватил с собой фонарик. Им-то он и освещал путь по полуразрушенной лестнице. Все выходящие на неё коридоры мы забрасывали гранатами и прочёсывали автоматными очередями…
Перед самым чердаком я на ходу запасся «древком», сорвав со стены полутораметровую тонкостенную трубку.
Достигнув просторного чердака, мы столкнулись с проблемой: как выбраться на крышу. И снова выручил Г. Загитов, высветив фонариком грузовую лебёдку и две массивные, уходящие куда-то наверх цепи. По звеньям этой цепи через слуховое окно мы выбрались на крышу над западным фронтоном здания. И здесь у еле различимой в темноте башни Загитов и я стали прикреплять Красное знамя. Вдруг на фоне огненного зарева от разорвавшегося на крыше снаряда Лисименко заметил наш дневной ориентир — скульптурную группу: бронзового коня и огромную фигуру женщины в короне. Сразу же решили, что лучше установить знамя там.
Ребята подсадили меня на круп вздрагивающего от разрывов снарядов и мин коня, и я закрепил знамя в короне бронзовой великанши…

Засекли время. Было 22 часа 40 минут по местному времени.
Группа охраняла подступы к Знамени до 5 часов утра 1 мая, после чего по приказанию генерала Перевёрткина покинула Рейхстаг.
Командование 136-й артиллерийской бригады 1 мая 1945 года представило всю группу к высшей правительственной награде — присвоению звания Героя Советского Союза. Однако 18 мая 1945 года они были награждены орденами Красного Знамени.
После войны М. П. Минин остался в армии, в 1959 году закончил Военно-инженерную академию имени В. В. Куйбышева в Москве. Служил в ракетных войсках стратегического назначения, демобилизован по болезни в 1969 году в звании подполковника. Награждён многими орденами и медалями, в том числе Красной звезды, Красного Знамени, Отечественной войны. В 1977 году вернулся в Псков, где и проживал до конца дней. В 2005 году городская Дума Пскова присвоила М. П. Минину звание Почётного гражданина Пскова.

## Награды
- Медаль «За боевые заслуги»[14];
- Орден Отечественной войны второй степени[7];
- Орден Красного Знамени[15];
- Орден Красной Звезды[16];
- Звание «Почётный гражданин города Пскова».

## Память
В 2010 году, в день 65-летия водружения Красного Флага над Рейхстагом, на могиле М. П. Минина был официально открыт мемориал.

## Сочинения
- Минин М. П. Трудные дороги к Победе : Воспоминания ветерана Великой Отечественной войны. — Псков, 2001. — 255 с.
- Минин М. П. Трудные дороги войны.

## Статьи
- И. Алексеев, А. Гришмановский. И взвилось знамя над рейхстагом // Псковская правда : газета. — 1980. — № от 4 ноября. — С. 2—3. — Пскович Михаил Петрович Минин, служивший в Идрицкой 150-й ордена Кутузова стрелковой дивизии, был специалистом разведки и опытным парторгом батареи. Он один из первых установил красный флаг над рейхстагом.
- Астахов Г. И. и др. «Разочарование и чувство стыда…» Псковские ветераны возмущены отношением псковских властей к могиле и памяти Михаила Петровича Минина, водрузившего Знамя Победы над рейхстагом // Псковская губерния : газета. — 2009. — № 2 (423) 21—27 января.
- Рахманин, Д. Последние километры войны / Д. Рахманин // Молодой ленинец. — 1984. — 21 июля. — С 4—5. — О Михаиле Петровиче Минине — участнике штурма рейхстага.
- Иванов, А. Псковский знаменосец: Сержант Минин первым водрузил Знамя Победы: Сенсация полвека спустя / А. Иванов // Новости Пскова. — 1995. — 9 мая. — С. 5.
- Кто поднял знамя над рейхстагом: Ошибочное донесение долгие пять десятилетий мешало назвать имена подлинных героев ночного штурма // Псковская правда. — 1995. — 10 июня. — С. 2.
- Клевцов, В. Герой несуществующей державы / В. Клевцов // Вечерний Псков. — 1998. — 3 февр. — С. 1—2. — Пскович М. П. Минин штурмовал рейхстаг. Через 52 года после свершения подвига удостоен звания Героя Советского Союза.
- Морозов, А. Справедливость восторжествовала / А. Морозов // Псковская правда. — 1998. — 8—9 мая. — С. 2.
- Ильин, Б. Время идёт, а подвиги остаются / Б. Ильин // Льновод. — 1998. — 27 нояб. — С. 2. — О Михаиле Петровиче Минине — участнике штурма Берлина.
- Минин, М. Знаменосцы Победы / М. Минин // Льновод. — 1998. — 8 дек. — С. 4—5; 11 дек. — С. 6—7. — Мемуары Минина М. — псковича — участника берлинской операции в 1945 году.
- Илин, Б. Участник штурма рейхстага / Б. Ильин // Льновод. — 2002. — 26 июля. — С. 4. — Очерк о М. П. Минине — участнике Великой Отечественной войны.
- Герасимова, Т. Герои, о которых умолчали / Т. Герасимова // Островские вести. — 2003. — 21 июня. — С. 2. — О встрече молодых воинов частей гарнизона Острова — 3 с Героем Советского Союза Михаилом Петровичем Мининым, который рассказал о своём участии в операции по взятию Рейхстага в 1945 году.
- Абросимов, А. Михаил Минин: «Мы воевали не за награды» / А. Абросимов // Аргументы и факты. — 2004. — Май (№ 18). — С. 2. — (АиФ. -Северо-Запад ; № 18).
- Павлова, Л. К чему ведут перемены? / Л. Павлова // Стерх. — 2005. — 1 июня (#42). — С. 3. — О ходатайстве депутата обл. Собрания П. Николаева о присвоении звания Героев России участникам Великой Отечественной войны, которые под руководством Владимира Макова установили первое знамя на рейхстаге. Среди них живущий в Пскове Михаил Минин.
- Абросимов, А. Последний Герой / А. Абросимов // Панорама. — 2005. — 20 июля. — С. 2. — О жилищных условиях Михаила Петровича Минина — Героя Советского Союза, участника установления Знамени Победы на рейхстага. Фото. Живёт в Палкинском районе.
- О присвоении звания «Почётный гражданин города Пскова» : постановление [ПГД] # 431 от 8.07.2005 // Псковская правда. — 2005. — 20 июля. — С. 4. — Почётное звание присвоено Меньшикову Станиславу Андреевичу; Минину Михаилу Петровичу; Югеру Павлу Яковлевичу.
- Дементьев, О. Стали почётными горожанами / О. Дементьев // Новости Пскова. — 2005. — 26 июля. — С. 3. — О церемонии присвоения звания «Почётный гражданин города Пскова» 23 июля 2005 года. Фото.
- Минин Михаил Петрович // Псковская энциклопедия. 903—2007 / Гл. ред. А. И. Лобачев. — Псков: Псковское региональное общественное учреждение — издательство «Псковская энциклопедия», 2007. — С. 483—484.
- Памяти товарища // Время — псковское. — 2008. — 11 янв. — С. 2. — Скончался Михаил Петрович Минин (29 июля 1922 — 10 янв.2008). Родился в д. Ванино Палкинского района.
- Он водрузил Знамя Победы над Рейхстагом // Псковская правда. — 2008. — 11 янв. — С. 1. — Сообщение о смерти 10 января 2008 года Михаила Петровича Минина.
- Памяти Минина Михаила Петровича // Псковская правда. — 2008. — 12 янв. — С. 1. — 10 января скончался ветеран Великой Отечественной войны Михаил Петрович Минин. Он был одним из первых, кто 30 апреля 1945 водрузил Знамя Победы над Рейхстагом.
- Васильев С. Михаил Минин — последний знаменосец // Псковская правда : газета. — 2008. — № от 15 января. — С. 1—2.
- Дементьев, О. Почётный гражданин Мира / О. Дементьев // Псковский рубеж. — 2008. — 14—20 января. — С. 1, 3. — Памяти Михаила Петровича Минина (29.07.1922—10.01.2008) — участника Великой Отечественной войны, водрузившего Знамя Победы над Рейхстагом в Берлине (30.04.1945). Фото.
- Милька, А. Все мы перед ним в долгу… : наш земляк был среди тех, кто первым ворвался в Рейхстаг [Герой Советского Союза Михаил Петрович Минин] / А. Милька // Псковская правда. — 2009. — 13 янв. (№ 2). — С. 2 : фот. — О торжественном митинге, посвящённом годовщине со дня смерти М. П. Минина.
- Псковская область. Псковское областное Собрание депутатов. Созыв (4). Сессия (29). О создании организационного комитета по увековечению памяти Михаила Петровича Минина — Почётного гражданина города Пскова : Постановление [Псковского областного собрания депутатов] от 25.06.2009 № 719 // Псковская правда. — 2009. — 30 июня (№ 123). — С. 9.